# Jean-Marie Schléret
Jean-Marie Schléret, né le 11 août 1941 à Metz, est un homme politique français.

## Biographie
Né de parents alsaciens, il est enseignant en collège à partir de 1963, puis éducateur en centre de rééducation, après des études de lettres et de psychologie, il effectue au Liban un service national en coopération technique, qui se prolonge ensuite en collaboration civile. Il y crée dès 1970 et dirige jusqu'en 1975 un Institut médico-pédagogique «le Prélude ». Il retrouve à Nancy des fonctions de conseiller technique au Centre régional pour l'enfance inadaptée, de 1976 à 1978. Il dirige la consultation d'orientation éducative auprès du tribunal pour enfants de cette ville de 1979 à 1993.
Il préside la Fédération des parents d'élèves de l'enseignement public de 1980 à 1986. De 2002 à 2009, il est président du Conseil national consultatif des personnes handicapées,. Il est président de l'Observatoire national de la sécurité et de l'accessibilité des établissements d'enseignement depuis 1995. Il préside l’association Arelor, qui regroupe l’ensemble des organismes HLM de Lorraine à partir de 2013 puis l'Union régionale Hlm du Grand Est.
Jean-Marie Schléret devient le nouveau Président du Conseil départemental de la citoyenneté et de l’autonomie (CDCA) de la Meurthe-et-Moselle en 2021.

## Mandats électifs
- Adjoint aux affaires sociales au maire de Nancy (1989-2008)
- Député de la première circonscription de Meurthe-et-Moselle (1993-1995)

## Décorations
- Officier dans l'Ordre national de la Légion d'honneur[6]
- Officier dans l'ordre national du Mérite
- Officier dans l'Ordre des Palmes académiques
- Chevalier dans l'Ordre de Saint-Grégoire-le-Grand (2018)[7]
- Citoyen d'honneur de Liège[8]